# جایزه فیلم ای.آر.وای
جایزه فیلم اِی. آر. وای (انگلیسی: ARY Film Awards) که به جایزهٔ اِی‌اف‌اِی (AFA) هم شهرت دارد، نام یک مراسم و جایزهٔ سینمایی در کشور پاکستان است که به برترین دستاورهای صنعت سینما در این کشور تعلق می‌گیرد.
این جایزه و مراسم آن نخستین بار در «باشگاه گلف» کراچی برپا شد و متولی برگزاری آن «شبکه سرگرمی دیجیتالی اِی. آر. وای» (متعلق به شرکت هلدینگ اِی. آر. وای) است. در واقع این جایزه و شرکت برگزارکنندهٔ آن، نام خود (ARY) را از حروف آغازین نام مالک ثروتمند این شرکت هلدینگ، «عبدالرزاق یعقوب» (Abdul Razzak Yaqoob) می‌گیرد.
«جایزهٔ فیلم اِی. آر. وای» نخستین جایزهٔ مختصِ سینمای پاکستان، پس از کنارگذاشته‌شدنِ جایزهٔ قدیمی نگار است.
تندیس این جایزه، از آلیاژ بریتانیم است که روکش طلایی دارد و در سه گروه مجزا، به نامزدهای آن اهدا می‌شود:
- برترین‌ها به انتخاب هیئت داوران
- برترین‌ها از نگاه مردم
- برترین‌های بخش فنی سینما